# Mansur Yavaş
Mansur Yavaş, né le 23 mai 1955 à Beypazarı (Turquie), est un homme politique turc, membre du Parti républicain du peuple, et maire d'Ankara depuis 2019, réélu le 31 mars 2024.

## Biographie

### Famille
Son père, vendeur de journaux, meurt jeune. Sa mère le pousse à suivre de hautes études. Mansur Yavaş étudie le droit à Istanbul et devient avocat.

### Maire de Beypazarı
En 1999, il est élu maire de Beypazarı, sa ville de naissance, située dans la province d'Ankara. L'un de ses principaux combats politiques est alors l'émancipation des femmes ; il les incite à sortir de chez elles, où elles sont souvent confinées, et à travailler.

### Maire d'Ankara
En 2019, il est élu maire d'Ankara avec 50,9 % de voix face à l'AKP, le parti islamo-conservateur du président de la République Recep Tayyip Erdoğan, qui dominait la ville depuis 25 ans. Mansur Yavaş est en effet membre du Parti républicain du peuple (CHP), situé dans l'opposition au président. Il précise toutefois : « Je n’agis pas au nom d’un parti politique. Je suis le maire de toute une population ».

#### Gouvernance
En quelques mois, il entame de nombreuses réformes qui tranchent avec le mandat de son prédécesseur, marqué par le clientélisme et les pots-de-vin. Dans la capitale turque, où le béton est la norme, il multiplie les rénovations urbaines (pistes cyclables, parcs embellis, énergies renouvelables) et mise sur la démocratie participative (conseil de la ville où siègent 500 organisations civiles, débats avant tout nouveau projet, appels d'offres diffusés en direct sur les réseaux sociaux, etc.). Cependant, la province d'Ankara compte 25 communes, dont 19 sont encore contrôlées par l'AKP, qui tente de bloquer certaines de ses initiatives.
Quand il arrive à la mairie, les archives ont disparu, de même que l'inventaire des biens (voitures de fonction, contrats de BTP avec des entreprises proches de l'AKP). Noms à l'appui, le nouveau maire critique dans une vidéo les promotions par piston obtenues sous le mandat de son prédécesseur Melih Gökçek (1994-2017). La mairie compte alors 2 milliards de dollars de dette ; quant au nouveau métro, inachevé, il n'a pas été payé. Environ cinquante enquêtes et procédures judiciaires pour corruption sont lancées.
Mansur Yavaş tranche aussi dans son style, se déplaçant parfois seul en ville quand ses rivaux restent à distance avec leurs gardes du corps. Il préfère aussi éviter les plateaux télévisés.
Début 2020, lors de la première vague de la pandémie de Covid-19, il multiplie les initiatives, invitant par exemple ceux qui le peuvent à régler les achats des plus pauvres dans les épiceries ou rachetant les invendus à des agriculteurs, ensuite vendus à bas prix ou donnés gratuitement aux nécessiteux. Alors que les restaurants doivent fermer, il fait nourrir les chats et chiens des rues qui se retrouvaient sans nourriture. Les écoles étant elles aussi fermées, il favorise l'accès gratuit à Internet pour que les enfants puissent étudier en ligne ; fin novembre, 22 000 familles de la province d’Ankara en ont bénéficié.
En 2020, il est élu meilleur maire de l'année par la Tusiad (Turkish Industry and Business Association (en)), l'équivalent turc du Medef. Tout comme le maire d'Istanbul Ekrem İmamoğlu, il apparaît alors comme un rival potentiel d'Erdogan en vue de l'élection présidentielle de 2023. À sa défaveur sont relevés toutefois sa répugnance à intervenir sur les dossiers nationaux, de même que son ancienne appartenance au parti ultra-nationaliste MHP.
Il est réélu maire d'Ankara le 31 mars 2024.

### Prises de position
Marié avec une épouse non voilée, il considère que la religion doit rester une affaire personnelle. Il déclare : « Je préfère perdre l’élection municipale plutôt que d’instrumentaliser la religion », prenant le contrepied du président, qui ambitionne de devenir le leader mondial des musulmans, notamment via un interventionnisme militaire soutenu en Méditerranée orientale. Mansur Yavaş ne fait cependant pas de commentaire sur ce dernier sujet, ni sur la récente reconversion à Istanbul de Sainte-Sophie en mosquée.